# Phyllis Monkman
Phyllis Ida Harrison connue comme Phyllis Monkman (1892-1976) est une danseuse et actrice britannique de théâtre et de cinéma. Elle est l'épouse de Laddie Cliff (en).

## Biographie
Son père, Jack Harrison, est un costumier de théâtre. Pendant la Première Guerre mondiale, elle est danseuse à l'Alhambra Theatre et actrice au Comedy theater, travaillant avec Jack Hulbert et Jack Buchanan qui l'accompagne souvent sur scène. À cette époque, elle se lie d'amitié avec Noël Coward et Ivor Novello.
Pendant l'été 1916, le Pearson's Weekly, un magazine britannique, organise un concours dans lequel le prix consiste en une série de rendez-vous avec elle, qui prétend rechercher son homme idéal, peut-être même un mari.
Elle apparaît dans un film muet Her Heritage (en) avec Jack Buchanan en 1919. La même année, elle joue, à Paris, dans la revue Tout feu...Tout flemme, d'Albert Willemetz, avec Jack Buchanan, Aimé Simon-Girard, Nina Myral et Loulou Hégoburu au Casino de Paris,. Elle joue également un rôle de premier plan dans la distribution de la revue The Co-Optimists (en)  en 1921 et reprend se rôle dans l'adaptation cinématographique. Ensuite, elle est de plus en plus confinée aux seconds rôles.
Selon Geordie Greig (en), elle aurait eu une relation avec le prince Albert vers 1920.

## Théâtre
- ? : Cut for partners
- ? : Uneasily to bed
- ? : See-Saw, revue d'Arthur Eliot, Herbert Sargent et Arthur Weiga, musique et paroles de Philip Braham, Ivor Novello, Willie Redstone, avec Jack Hulbert.
- 1917 : Bubbly, revue de John Hastings Turner, musique Philip Braham, avec Jack Hulbert, Comedy Theatre, Londres, 5 mai 1917 (429 représentations)
- 1918 : Tails up, revue de John Hastings Turner, musique de Philip Braham, paroles de Davy Burnaby et Hugh E. Wright, Comedy Theatre, Londres, 1er juin 1918 (467 rep)avec Jack Buchanan.
- 1919 : Tout feu...Tout flemmme, revue d'Albert Willemetz, avec Nina Myral, Yvonne Reynolds, Loulou Hégoburu, Paulette Franck, Jack Buchanan et Aimé Simon-Girard au Casino de Paris[7].
- 1920 : A Night Out (musical) (en) au Winter Garden Theatre (en) à Londres[8]
- 1921 : The Co-optimists, revue de Davy Burnaby, musique et paroles de Melville Gideon, avec Vivian Ellis, Laddie Cliff, 1re saison au Royalty Theatre, Londres, 27 juin 1921 (500 reps).
- 1924 : Charlot's Revue 1924, revue de Ronald Jeans, Prince of Wales Theatre, Londres, 23 septembre 1924 (518 reps)
- 1925 : Dear Little Billie!, comédie musicale de Laddie Cliff and Firth Shephard, musique de H.B. Hedley & Jack Strachey et paroles de Desmond Carter.
- 1938 : Opérette, comédie musicale en 2 actes de Noel Coward, opéra de Manchester, 17 février 1938, puis au Her Majesty's Theatre, Londres, 16 mars 1938 - 9 juillet 1938 (133 reps)
- 1942 : Rose Marie, opérette, musique de Rudolf Friml et Herbert Stothart, livret et paroles de Otto Harbach et Oscar Hammerstein II au Stoll Theater

## Filmographie
- 1919 : Her Heritage (en) de Bannister Merwin
- 1929 : Chantage (Blackmail) d'Alfred Hitchcock
- 1929 : The Co-Optimists (en) d'Edwin Greenwood (en) et Laddie Cliff
- 1934 : The King of Paris (en) de Jack Raymond
- 1939 : Young Man's Fancy (en) de Robert Stevenson
- 1940 : The Good Old Days (en) de Roy William Neill
- 1946 : Carnival de Stanley Haynes (en)
- 1949 : Diamond City (en) de David MacDonald